# Suha (Zavidovići)
Pour les articles homonymes, voir Suha.
Suha (en cyrillique : Суха) est un village de Bosnie-Herzégovine. Il est situé dans la municipalité de Zavidovići et dans le canton de Zenica-Doboj, fédération de Bosnie-et-Herzégovine. Il est situé dans la municipalité de Zavidovići, dans le canton de Zenica-Doboj et dans la fédération de Bosnie-et-Herzégovine. Selon les premiers résultats du recensement bosnien de 2013, il ne compte aucun habitant.

## Démographie

### Évolution historique de la population dans la localité
| 1948 | 1953 | 1961 | 1971 | 1981 | 1991 | 2013 |
| ---- | ---- | ---- | ---- | ---- | ---- | ---- |
| -    | -    | 45   | 0    | 0    | 0    | 0    |

|  |